# Чернадчук Віктор Дмитрович
Чернадчук Віктор Дмитрович (11 жовтня 1958 — 7 жовтня 2017) — український вчений, завідувач кафедри цивільно-правових дисциплін та фінансового права Навчально-наукового інституту права Сумського державного університету, доктор юридичних наук, професор.

## Навчання
В.Чернадчук навчався у Сумському вищому артилерійському командному училищі, яке у 1980 році закінчив за спеціальністю «Командна тактична артилерії».
Проходив службу в Монголії та Забвайкальському військовому окрузі
Згодом заочно ще навчався у двох вишах — на економіко-правовому факультеті Донецького державного університету за спеціальністю «Документознавство та організація управлінської праці в державних установах» (закінчив в 1992 році) та Міжрегіональну академію управління персоналом персоналом за спеціальністю «Правознавство» (1998).

## Викладацька та наукова діяльність
У 1992 році В.Чернадчук був призначений викладачем правових дисциплін у Сумському сільськогосподарському технікумі. Через рік після створення в Сумах Української академії банківської справи в 1997 році перейшов на посаду старшого викладача кафедри цивільно-правових дисциплін та банківського права цього вишу. Згодом став доцентом кафедри, потім — професором кафедри.
У 2000 р. В.Чернадчук захистив кандидатську дисертацію на тему «Відшкодування моральної шкоди при порушенні трудових прав» у Київському національному університеті імені Тараса Шевченка.
У 2010 р. ним була захищена докторська дисертація на тему «Бюджетні правовідносини в Україні: теорія, практика та перспективи розвитку» в Інституті держави і права ім. В. М. Корецького НАН України
У 2016 році В.Чернадчук обійняв посаду завідувача кафедри цивільно-правових дисциплін та фінансового права Навчально-наукового інституту права Сумського державного університету.
В.Чернадчук підготував п'ять кандидатів юридичних наук.

### Сфера наукових інтересів
- теорія фінансових правовідносин,
- теорія бюджетного права,
- теорія банківського права.

### Наукові публікації
В.Чернадчук — автор трьох індивідуальних монографій, науково-практичного коментарю до Бюджетного кодексу України (у співавторстві), Юридичної енциклопедії у 6 т. (у співавторстві), 15 навчальних посібників та підручників, понад 130 статей, в тому числі 7 в іноземних виданнях.
Монографії
- Чернадчук В. Д. Стан та перспективи розвитку бюджетних правовідносин в Україні: [монографія] / Чернадчук В. Д.. — Суми: ВТД «Університетська книга», 2008. — 456 с.
- Чернадчук В. Д. Бюджетні правовідносини в Україні: поняття, класифікація та особливості структури: [монографія] / Чернадчук В. Д. — Суми: Університетська книга, 2011. — 172 с.
- Чернадчук В. Д. Норми-дефініції банківського законодавства / Чернадчук В. Д. // Правове регулювання відносин на фінансовому ринку: [монографія] / [Афанасієв Р. В., Дорда С. В., Єпіфанов А. О. та ін..] ; відп. ред.. В. Д. Чернадчук. — Суми: ВВП «Мрія» ТОВ, 2013. — С. 15-40.
- Чернадчук В. Д. Становлення та розвиток української науки фінансового права : монографія / В. Д. Чернадчук. - Суми : ВВП "Мрія", 2017. - 208 с. іл.

Дисертації
- Чернадчук В. Д. Відшкодування моральної шкоди при порушенні трудових прав: дисс. канд.. юрид. наук : 12.00.05. — Харків, 2000. — 224 с.
- Чернадчук В. Д. Бюджетні правовідносини в Україні: теорія, практика та перспективи розвитку: дисс. доктор. юрид. наук : 12.00.07. — Київ, 2010. — 419 с.

Підручники та посібники
- Чернадчук В. Д., Горевой В. И. Правовое обеспечение деятельности предприятий: Учебное пособие. — Суми: «Мрия», 1995. — 350 с.
- Чернадчук В. Д. Основи діловодства: Навч. посібник. — К., 1997. — 180 с.
- Чернадчук В. Д. Правовая статистика: Учебное пособие. — К.: МАУП, 1999. — 72 с.
- Чернадчук В. Д., Сухонос В. В., Чернадчук Т. О. Інвестиційне право України: Навч посібник. За заг. ред. В. Д. Чернадчука. — Суми: Університетська книга, 2001. — 260 с.
- Основи держави і права: Навч. посібник Укл: Колектив авторів юридичного факультету УАБС, за заг. ред В. В. Сухоноса (мол.). — Суми: Університетська книга, 2003. — 388 с.
- Чернадчук В. Д. розділ 11, 12..4.
- Чернадчук В. Д. Правове регулювання неплатоспроможності банків: Навчальний посібник. — Суми: ВТД «Університетська книга», 2007. — 280 с.
- Чернадчук В. Д. Господарське процесуальне право України [Текст]: підручник / В. Д. Чернадчук [та ін.] ; ред. В. Д. Чернадчук ; Національний банк України, Державний вищий навчальний заклад "Українська академія банківської справи нАціонального банку України, Юридичний факультет. — 2-ге вид., переробл. і доп. — Суми: ВТД «Університетська книга», 2009. — 378 с.
- Горевой В. І. Господарський процес: практикум: навчальний посібник 2-е видання, виправлене і доповнене / Горевий В. І., Куліш А. М., Чернадчук В. Д. — Суми: ТОВ «ТД Папірус», 2012. — 304 с.
- Чернадчук В. Д. Правове регулювання неплатоспроможності банків: навч. посібник / В. Д. Чернадчук . — 2-ге вид. перероб. та доп. — Суми: ДВНЗ «УАБС НБУ», 2015. — 116 с.

Статті (вибрані)
- Чернадчук В. Д. Право на відшкодування моральної шкоди: деякі аспекти // Право України. — 2000. — № 3. — С. 106—109.
- Чернадчук В. Д. Заподіяння моральної шкоди як умова відповідальності // Держава і право: Збірник наукових праць. Юридичні і політичні науки. — К.: Видавничий дім «Юридична книга», 2000. — Вип.. 5. — С. 262—271.
- Чернадчук В. Д. Класифікація колективних трудових спорів // Підприємництво, господарство і право. — 2001. — № 12. — С. 46-48.
- Чернадчук В. Д. Щодо відповідальності за порушення бюджетного законодавства: деякі аспекти // Підприємництво, господарство і право. — 2002. — № 5. — С. 48-49.
- Чернадчук В. Д. Бюджетний контроль: поняття та сутність // Підприємництво, господарство і право. — 2002. — № 11. — С. 74-76.
- Чернадчук В. Проблеми визначення об'єкта бюджетних правовідносин // Юридична Україна. — 2004. — № 2. — С. 34-38.
- Чернадчук В. Окремі питання бюджетного процесуально-правового механізму // Підприємництво, господарство і право. — 2005. — № 2. — С. 6-9.
- Чернадчук В. Д. Щодо визначення поняття «міжбюджетні правовідносини» // Держава і право: Збірник наукових праць. Юридичні і політичні науки. — Вип. 28. — К.: Ін-т держави і права ім. В. М. Корецького НАН України, 2005. — С. 447—451.
- Чернадчук В. Класифікація об'єктів бюджетних правовідносин // Підприємництво, господарство і право. — 2007. — № 4. — С. 87-91.
- Чернадчук В. Д. Суспільно-територіальні утворення як суб'єкти бюджетних правовідносин // Держава і право: Збірник наукових праць. Юридичні і політичні науки. — Вип. 35. — К.: Ін-т держави і права ім. В. М. Корецького НАН України, 2007. — С. 436—444.
- Чернадчук В. Правовідносини бюджетної відповідальності // Вісник Академії прокуратури України. — 2008. — № 4. — С. 88-91
- Чернадчук В. До питання об'єктів міжбюджетних правовідносин // Підприємництво, господарство і право. — 2008. — № 5. — С. 67-69.
- Чернадчук В. Передача права на здійснення видатків бюджету // Право України. — 2008. — № 7. — С. 58-60.
- Чернадчук В. Д. Теоретичні аспекти розвитку бюджетних правовідносин // Фінансове право. — 2009. — № 1. — С. 33-37.
- Чернадчук В. Концептуальні засади виконання бюджету // Підприємництво, господарство і право. — 2011. — № 2. — С. 102—106.
- Чернадчук В. До питання класифікації бюджетних правовідносин // Юридична Україна. — 2011. — № 5. — С. 41-44.
- Чернадчук В. Д. Заходи впливу Національного банку України за порушення банківського законодавства: питання теорії та практики // Наукові праці Національного університету «Одеська юридична академія» / редкол.: С. В. Ківалов (голов. ред.) [та ін.]; відп. за вип. В. М. Дрьомін. — Одеса: Юридична література. — 2012. — Том ХІ, частина 2. — С. 57-67.
- Чернадчук В. Д. Деякі концептуальні питання охоронних банківських правовідносин / В. Д. Чернадчук // Фінансове право. — 2015. — № 1. — С.64–68
- Чернадчук В. Д. Концептуальні засади виконання державного та місцевих бюджетів: правові аспекти [Текст] / В. Д. Чернадчук // Правові горизонти. — 2016. — № 1(14). — С. 125—132.
- Chernadchuk V.D. On the issue of the development of the budget legal relations // 2015. «The new stage of development» International scientific congress: the Collection of scientific articles and theses. — Budapest: Consensus Omnium, 2015. — P. 74-76.
- Chernadchuk V.D. Classification Problems of the Subjects of the Budgetary Legal Relations // PRÁVNA VEDA A PRAX V TREŤOM TISÍCROČÍ : zborník príspevkov z medzinárodnej vedeckej konferencie, 27. — 28. február 2015. — Košice: Univerzita Pavla Jozefa Šafárika, 2015. — S. 152—153.
- Чернадчук В. Д. Юридические факты в механизме правового регулирования отношений неплатежеспособности банков: проблемы теории и практики // Актуальные проблемы современного публичного и частного права: материалы международ. науч.-практ. конференции (9 апреля 2015 г., Минск). — Минск: БГЭУ, 2015. — С. 206—208.
- Chernadchuk V. The formations problems of the conceptual apparatus of the financial law // «The Genesis of Genius»: scientific and educational periodical journal. — Geneva, Switzerland, December 2015 # 5. — P. 107—109.

## Громадська діяльність
- Член Науково-консультативної ради при Верховному Суді України[6] (2010);
- член Асоціації фінансового права України;
- член редколегій трьох наукових фахових юридичних видань;
- член спеціалізованої вченої ради Харківського національного університету імені В. Н. Каразіна;
- Депутат Сумської міської ради ХХІ скликання (1990—1994 рр.)[7].